# Dusnok
Dusnok is een plaats (község) en gemeente in het Hongaarse comitaat Bács-Kiskun. Dusnok telt 3396 inwoners (2005).